# Chorizopes congener
Chorizopes congener là một loài nhện trong họ Araneidae.
Loài này thuộc chi Chorizopes. Chorizopes congener được Octavius Pickard-Cambridge miêu tả năm 1885.